# Vatican Girl: la scomparsa di Emanuela Orlandi
Vatican Girl: la scomparsa di Emanuela Orlandi è un miniserie documentaria italo-britannica del 2022, diretta da Mark Lewis.

## Trama
La docu-serie, attraverso le voci dei testimoni, dei giornalisti investigativi e dei parenti, ripercorre la vicenda della sparizione di Emanuela Orlandi, una ragazza di 15 anni cittadina vaticana che scomparve nel nulla a Roma il 22 giugno 1983. Gli episodi della docu-serie prendono in esame alcune delle piste seguite per cercare di risolvere il caso, che riguardavano i servizi segreti, il terrorismo internazionale, le associazioni criminali, un possibile serial killer e lo stesso Vaticano. 

## Episodi
| N° | Titolo  | Durata (minuti) |
| -- | ------- | --------------- |
| 1  | Parte 1 | 63:00           |
| 2  | Parte 2 | 58:00           |
| 3  | Parte 3 | 55:00           |
| 4  | Parte 4 | 57:00           |

## Distribuzione
La miniserie viene pubblicata il 20 ottobre 2022 su Netflix.